# Joan Littlewood
Joan Maud Littlewood, née le 6 octobre 1914 et morte le 20 septembre 2002, est une metteuse en scène de théâtre anglaise formée à l'Académie royale d'art dramatique (RADA). 

## Biographie

### Jeunesse
Née à Stockwell, à Londres, Littlewood suit une formation d'actrice à la RADA, mais elle part et s'installe à Manchester en 1934, où elle  rencontre le chanteur folk Jimmie Miller, qui sera plus tard connu sous le nom d'Ewan MacColl. Après avoir rejoint sa troupe, Theatre of Action, Littlewood et Miller se marient rapidement. Après un bref déménagement à Londres, ils retournent à Manchester et fondent le Theatre Union en 1936. 

### Carrière
Elle réalise un unique film en 1963 intitulé Sparrows Can't Sing, racontant l'histoire d'un marin de la flotte marchande qui retrouve son épouse volage à Londres après deux ans d'absence.